# Identificado
Identificado es el tercer álbum de estudio como solista del guitarrista argentino Claudio Marciello, publicado en 2010 por Tocka Discos y Dejesu.

## Lista de canciones
Todas las canciones por Claudio Marciello, excepto «Alma de budín» por Ricardo Mollo y Diego Arnedo.
| N.º | Título                      | Duración |  |
| 1.  | «Un caso en un millón»      | 2:51     |  |
| 2.  | «De noble corazón»          | 4:15     |  |
| 3.  | «Te vi pelear»              | 3:33     |  |
| 4.  | «Me fui de viaje»           | 3:03     |  |
| 5.  | «El show de Nahuel»         | 3:42     |  |
| 6.  | «Para León»                 | 2:48     |  |
| 7.  | «Va Benne»                  | 2:49     |  |
| 8.  | «Con valor al despertar»    | 3:19     |  |
| 9.  | «Buena suerte»              | 5:46     |  |
| 10. | «Rompe barreras»            | 3:25     |  |
| 11. | «Las junturas»              | 2:22     |  |
| 12. | «Alma de budín» (Divididos) | 2:02     |  |

## Créditos
- Claudio Marciello - Voz, Guitarra y Bajo
- Adrián Esposito - Batería en «Un caso en un millón», «Con valor al despertar» y «Rompe barreras»
- David Valencia - Batería en «Te vi pelear», «El show de Nahuel» y «Va Benne»
- Melina Marciello - Batería en «De noble corazón», «Me fui de viaje» y «Buena suerte»

- Datos: Q20015878